# 영국 왕립 건축가 협회

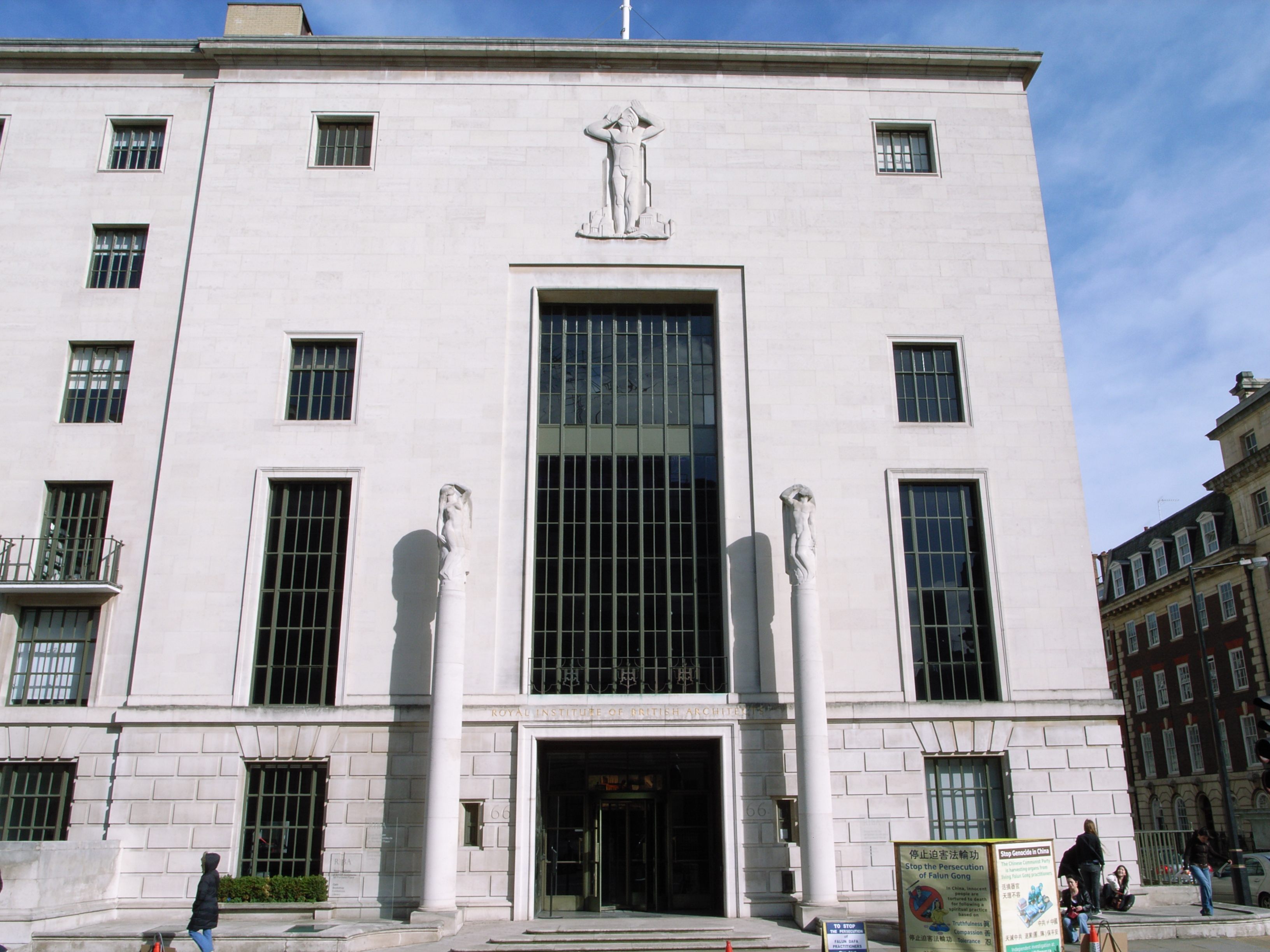
런던의 왕립 건축가 협회

영국 왕립 건축가 협회(Royal Institute of British Architects, RIBA)는 영국 건축가들의 직능단체이다. 본래 명칭은 런던 영국 건축가 협회(Institute of British Architects in London)로 1834년에 설립되었다.